# Black Watch

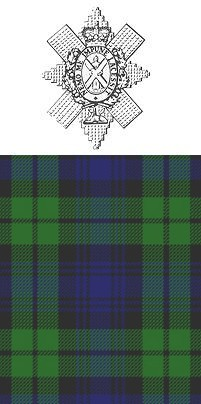
Black Watchs förbandstecken och tartan

Black Watch (The Royal Highland Regiment) var ett skotskt infanteriregemente. Det ingår sedan 2006 som tredje bataljonen i the Royal Regiment of Scotland, ett storregemente som omfattar alla skotska infanteribataljoner i den brittiska armén.
Black Watch har ett systerregemente i Kanada: The Black Watch (Royal Highland Regiment) of Canada, vilket är en reservinfanteribataljon. 
- The Black Watch